# Ханафитский мазхаб
Ханафи́тский мазха́б (араб. المذهب الحنفي‎, аль-маз̱хаб аль-х̣анафӣ) или ханафизм (араб. حنفية‎, х̣анафийя) — одна из четырёх каноничных правовых школ в суннитском исламе. Основателем является Абу Ханифа и его ученики: Мухаммад аш-Шайбани, Абу Юсуф и Зуфар ибн аль-Хузайл.

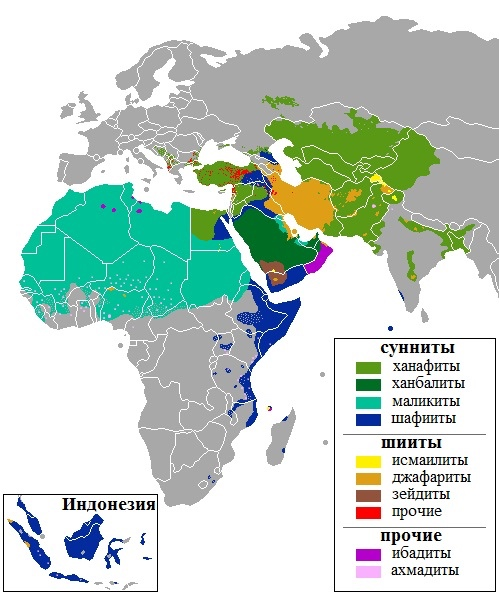
Карта распространения мазхабов.

## Распространение
Ханафитский мазхаб является самым распространённым среди всех правовых школ. Ханафитами являются абсолютное большинство мусульман Пакистана, Бангладеш, Турции, Иордании, Палестины, Узбекистана, Туркменистана,Таджикистана, Казахстана, Кыргызстана, Боснии и Герцеговины, Албании, мусульманских регионов Индии и Китая, в частично признанных Косово, Северном Кипре, Абхазии, а также бо́льшая часть мусульман Египта, Афганистана, Таджикистана, суннитское население Ирака, Сирии, Ливана и основная доля суннитов Ирана и Азербайджана. Ханафитами также являются этнографические группы: аджарцы-мусульмане в Грузии, торбеши в Северной Македонии, помаки в Болгарии, мрковичи в Черногории и др.
В Российской Федерации суннитами-ханафитами являются абсолютное большинство мусульман в Адыгее, Башкортостане, Кабардино-Балкарии, Карачаево-Черкессии, Татарстане, Северной Осетии и на севере Дагестана (ногайцы и часть кумыков). В целом по всей России, за исключением Чечни, Ингушетии и остальной части Дагестана (в этих трёх республиках доминирует шафиитский мазхаб суннизма и множество суфийских тарика́тов), абсолютное большинство местных и приезжих (например из Средней Азии) мусульман придерживается ханафитского суннизма.

## Представители
Почти всё наследие Абу Ханифы было передано им в устной форме ученикам, которые зафиксировали и систематизировали положения его мазхаба. В сохранении, систематизации и распространении школы Абу Ханифы выдающуюся роль сыграли два его наиболее известных ученика (сахибайн) — Абу Юсуф и Мухаммад аш-Шайбани.
- Абу Юсуф (735—795) родился в бедной семье в Куфе. Он широко изучал хадисы до тех пор, пока не стал заметным учёным в науке хадисов, а затем девять лет изучал фикх в Куфе у Имама Ибн Аби Лайла (ум. 765), отец которого был знаменитым Сахаби из Медины. Позже Абу Юсуф учился у Абу Ханифы в течение девяти лет, а когда Абу Ханифа умер, он отправился в Медину и некоторое время учился у Имама Малика. Абу Юсуф назначался главным государственным судьёй халифами Аббасидов: аль-Махди (775—785 гг.), аль-Хади (785—786 гг.) и Харуном Ар-Рашидом (786—809 гг.). Будучи главным судьёй, он назначал судей в различные города и все его протеже были последователями ханафитского мазхаба. Это явилось одним из факторов содействия распространению этой школы мысли по всему Арабскому халифату Мусульманской империи[2].
- Мухаммад ибн аль-Хасан аш-Шайбани (749—805) родился в Васите, но вырос в Куфе. Как и у Абу Юсуфа, его первые исследования касались хадисов. Некоторое время он учился у Абу Ханифы до смерти последнего, затем продолжил учёбу у Абу Юсуфа и позже отправился в Медину, где в течение трёх лет учился у имама Малика. В этот период он стал одним из основных рассказчиков хадисов по книге Малика «аль-Муватта». Имам аш-Шафи’и был одним из многих, кто впоследствии учился у аш-Шайбани в Багдаде. Мухаммад ибн аль-Хасан принял также назначение на пост кадия в период правления халифа Харуна ар-Рашида, но вскоре отказался от него, поскольку этот пост требовал множества компромиссов (уступок), и вернулся на должность преподавателя в Багдад[источник не указан 327 дней].
- Зуфар ибн аль-Хузайл (732—774) был одним из тех, кто последовал примеру Абу Ханифы и отказался принять назначение на пост кадия, несмотря на то, что ему делалось много привлекательных и заманчивых предложений. Он предпочитал преподавать, чем и занимался до самой своей смерти в Басре[источник не указан 327 дней].